# Kraboszka

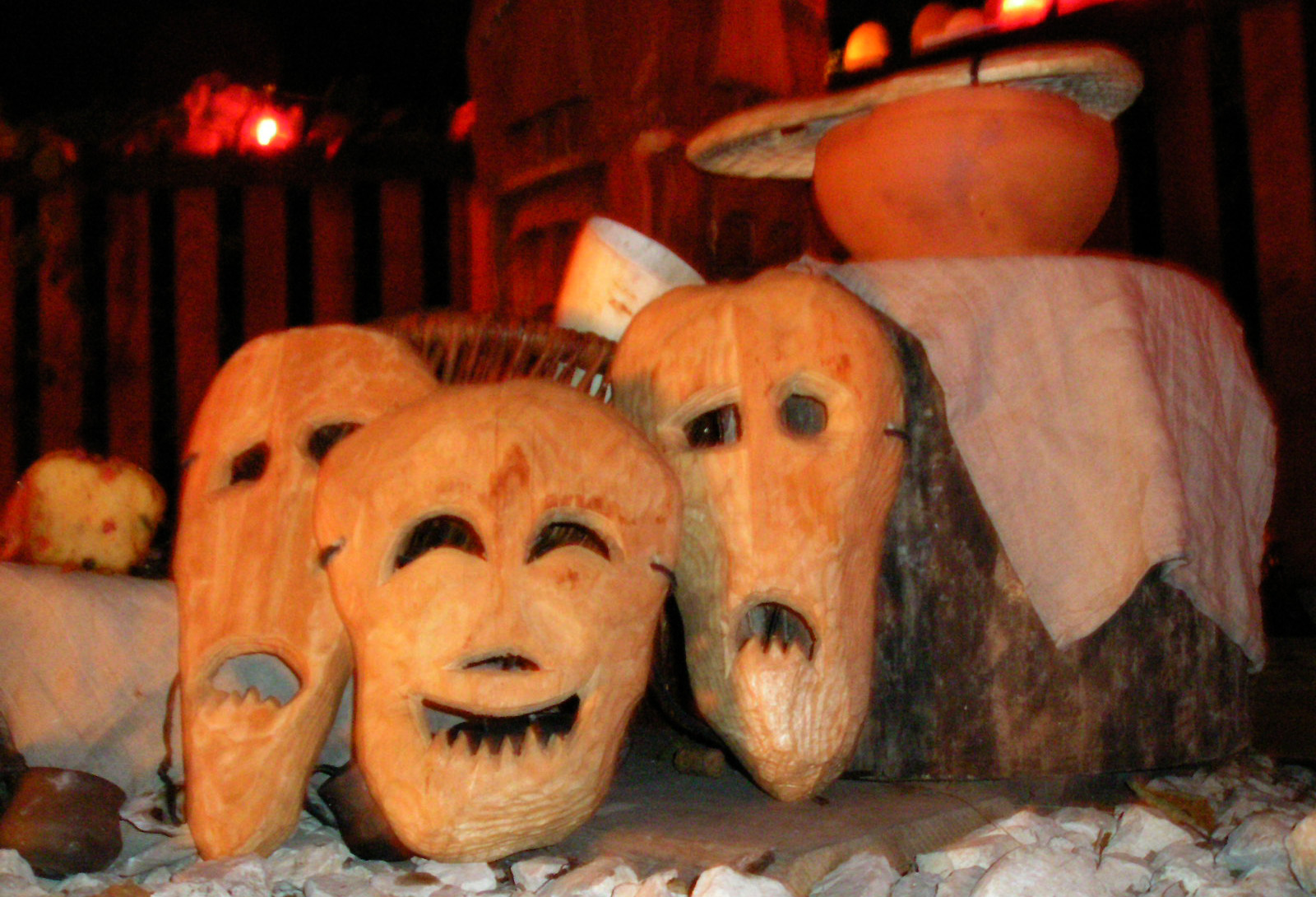
Kraboszki w trakcie rodzimowierczego święta Dziadów

Kraboszka (ze stcz. kraboška) – obrzędowa maska pojawiająca się w obrzędach zadusznych w religii Słowian.

## Źródła
O wykorzystaniu przez Słowian masek w obrzędach ku czci zmarłych wspomina kilka źródeł. Jednym z nich jest Kronika Czechów, przytaczająca zakaz księcia Brzetysława:

Także i bezbożne gry, które wyprawiali nad swoimi zmarłymi, tańcząc z nałożonymi na twarz maskami i wywołując cienie umarłych. Te okropności i inne świętokradcze wymysły dobry książę wyplenił, aby się więcej nie działy wśród ludu Bożego.

Maski wykorzystywane były również w obrzędach ku czci zmarłych, jakie odbywały się w katedrze gnieźnieńskiej, o czym z kolei mówi nam dekret papieża Innocentego III z 8 stycznia 1207. O wykorzystaniu masek przez księży i świeckich w trakcie obrzędów w kościołach i na cmentarzach wspomnina też Statut arcybiskupa gnieźnieńskiego Janisława z 19 lutego 1326, w którym arcybiskup postanawia:

[...] ażeby księża i ludzie świeccy ubrani w maszkary nie snuli się po kościołach i cmentarzach, podczas odbywającego się nabożeństwa, gdyż przez takowe widowiska zabaw ostudza się miłość nabożeństwa, cierpi na tem powaga kościoła, stan kapłański idzie w poniewierkę.

Zdaniem Pawła Szczepanika, maski rytualno-obrzędowe pozwalały przywoływać zmarłych oraz nawiązywać z nimi kontakt, a także wcielać się w rolę zmarłych przez przybranych w nie uczestników obrzędów.